# Ohakuneinae

Typisches Flügelgeäder der Ohakuneinae

Die Ohakuneinae sind eine Unterfamilie der Langflügel-Pilzmücken. Sie sind auf den südlichen Kontinenten beheimatet. 2007 wurde die schon 1927 beschriebene Gattung Ohakunea, die zuvor keiner Familie zugeordnet werden konnte, in diese Familie gestellt.

## Merkmale
Es handelt sich um kleine Mücken von wenigen Millimetern Länge. Sie sind meist braun bis hellbraun gefärbt.
Die Unterfamilie wird hauptsächlich durch ihre Flügeläderung von anderen Mückengruppen unterschieden.

## Verbreitung
Die Typusart der Gattung Ohakunea ist Ohakunea bicolor. Diese ist in Neuseeland endemisch. Die Gattung wurde nach der Kleinstadt Ohakune nahe dem Südwesthang des Vulkans Ruapehu auf der Nordinsel benannt. Andere Arten der Gattung findet man in Australien, Südamerika und in Südostasien.
Die Gattung Colonomyia (mit der Typusart Colonomyia albicaulis) ist ebenfalls aus Südamerika, Australien und Papua-Neuguinea bekannt. Das Verbreitungsgebiet reicht im Norden bis Mittelamerika, wo auch die Gattungen Cabamofa (Typusart Cabamofa mira) und Rogambara
(Typusart Rogambara dentata) heimisch sind.

## Ausgewählte Arten
- Unterfamilie Ohakuneinae Amorim & Rindal, 2007[1]
  - Gattung Cabamofa
    - Cabamofa mira Jaschhof, 2005, Costa Rica

  - Gattung Colonomyia
    - Colonomyia albicaulis Colless, 1962
    - Colonomyia acutistyla Matile & Duret, 1994, Chile (Osorno)
    - Colonomyia borea Hippa & Jaschhof, 2004,[2] Costa Rica, Honduras, Venezuela
    - Colonomyia brasiliana Amorim & Rindal, 2007 Brasilien (São Paulo)
    - Colonomyia freemani Amorim & Rindal, 2007 Chile (Dalcahue)
    - Colonomyia magellanica Matile & Duret, 1994, Argentinien (Neuquén, Ushuaia), Chile (Chiloé, Llanquihue, Osorno, Malleco)
    - Colonomyia obtusistyla Matile & Duret, 1994, Argentinien (Neuquén), Chile (Llanquihue)
    - Colonomyia rakelae Hippa & Jaschhof, 2004,[2] Papua-Neuguinea
    - Colonomyia tasmanica Jaschhof, 2008

  - Gattung Ohakunea Tonnoir & Edwards, 1927[3]
    - Ohakunea bicolor Tonnoir & Edwards, 1927, Neuseeland (Nordinsel)
    - Ohakunea chilensis Freeman, 1951, Chile (Llanquihue, Dalcahue), Argentinien (Río Negro)
    - Ohakunea australiensis Colless, 1963, Australien (Victoria und New South Wales)[4]
    - Ohakunea ingegerdae Jaschhof & Hippa, 2003,[5] Papua-Neuguinea
    - Ohakunea papuensis Jaschhof & Hippa, 2003,[5] Papua-Neuguinea

  - Gattung Rogambara
    - Rogambara dentata Jaschhof, 2005, Costa Rica